# Фу Чжун
Фу Чжун (кит. трад. 傅鍾, упр. 傅钟, пиньинь Fù Zhōng; 23 июня 1900 — 28 июля 1989) — генерал народно-освободительной армии Китайской Народной Республики Китая, с 1921 года — член КПК. Выпускник московского Коммунистического университета трудящихся Китая имени Сунь Ятсена (1930). Начальник политического отдела военно-политического университета. Служил на разных должностях в восьмой армии Китая. Во время Гражданской войны в Китае был заместителем начальника политотдела Центральной военной комиссии. Один из первых военачальников, вошедших в состав Коммунистической партии Китая.

## Биография
Фу Чжун родился 23 июня 1900 года на территории Сюйюнского непосредственно управляемого комиссариата провинции Сычуань. Учился в школе, в 1921 году уехал в Шанхай изучать французский язык. В 1921 году, после Движения 4 мая, присоединился к образованной в стране Коммунистической партии Китая. Учился в Москве в Коммунистическом университете трудящихся Китая. После возвращения из СССР в 1930 году помогал Чжоу Эньлая проводить в Шанхае военно-транспортные работы, занимался переводом на китайский учебников «Советская пехота и боевой порядок» и «Советские политические правила». В 1931 году назначен Генеральным секретарём Политического департамента четвёртой Красной армии.
В 1935 году во время Великого похода китайских коммунистов Фу был ответствененным за тыл. В августе этого года был избран кандидатом в члены шестого Центрального Комитета партии. После соединения 4-й и 2-й Красной Армии в июле 1937 года стал руководителем Центрального Комитета Северо-Западного отделения партии, начальником политического отдела военно-политического университета.

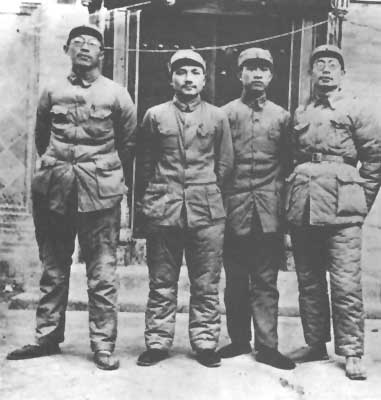
Командиры восьмой армии во время китайско-японской войны. Слева: Хуан Кечен, Дэн Сяопин, Фу Чжун

### Во время Китайско-Японской Войны
В 1938 году назначен руководителем по гражданским делам 8-й армии. В январе 1938 года Фу Чжун занимал пост заместителя директора Политического управления Восьмой армии и директора полевого политического отдела. Зимой 1940 года уехал в Яньань, где занял должность заместителя начальника Главного политического управления Центральной военной комиссии ЦК КПК и заместителя начальника гражданского управления Шэньси-Ганьсу-Нинся.

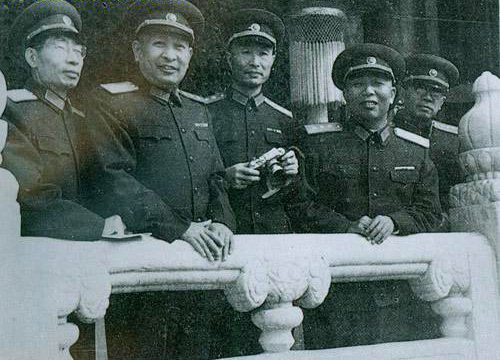
Слева: Фу Чжун, Чжун Цигуан, Чжан Айпин, Сун Шилунь и Ли Тао на площади Тяньаньмэнь, 1 октября 1961 года

### Гражданская война в Китае (1946—1950)
В начале 1946 года Фу уехал в Чунцин, став там министром пропаганды провинции Сычуань. В годы гражданской войны занимал пост заместителя начальника Главного политического департамента. В июле 1949 года на первом Национальном конгрессе литературоведческих и художественных работников опубликовал «Отчёт об литературной и художественной работе войск».

### После создания КНР
После образования КНР Фу был назначен заместителем начальника народно-освободительной армии главного политического управления. Был удостоен Ордена независимости и свободы. В ходе 12-го национального конгресса КПК избирался заместителем начальника Департамента политической работы Центрального военного совета и членом постоянного комитета Центрального Консультативного Комитета. Во время культурной революции подвергся жёсткой критике.
Фу был в разное время членом 1-го, 2-го и 3-го Центрального военного совета, членом 3-го и 5-го комитета Всекитайского собрания народных представителей, вице-председателем китайской Федерации искусств. В 1988 году был награждён медалью Красная Звезда первой степени.
Фу Чжун скончался в Пекине 28 июля 1989 года.